# Pelinia (stație c.f.), Drochia
Pelinia (stație cale ferată) este un sat-stație de cale ferată din cadrul comunei Pelinia din Raionul Drochia, Republica Moldova, care se află la 6 km în linia dreaptă de la Aeroportul Internațional Bălți.

## Populație
La recensământul unional al populației din 1989 au fost înregistrate 3 persoane (toți moldoveni), iar la recensământele din 2004 și 2014 niciun locuitor.